# ژوآئو دوم
ژوا دوم پرتغال (پرتغالی: o Príncipe Perfeito؛ ۳ مارس ۱۴۵۵ – ۲۵ اکتبر ۱۴۹۵) پادشاه پرتغال و آلگاروه بود.